# Симмонс, Рон
Рональд Симмонс (англ. Ronald Simmons, род. 15 мая 1958, Перри) — бывший американский рестлер и игрок в американский футбол. Симмонс выступал в World Championship Wrestling (WCW) и Extreme Championship Wrestling (ECW) под своим настоящим именем, а в World Wrestling Federation / World Wrestling Entertainment (WWF/E) под настоящим именем и сценическими псевдонимами Фаарук Асаад и Фаарук.
В WCW он стал первым афроамериканцем, завоевавшим титул чемпиона мира в тяжёлом весе. WWE также считает его первым чёрным чемпионом мира в тяжёлом весе в истории рестлинга. Он также один раз завоёвывал титул командного чемпиона мира WCW вместе с Бучем Ридом, а также титул командного чемпиона Соединённых Штатов вместе с Биг Джошем. В WWF Симмонс возглавлял группировку «Нация доминации» и трижды становился командным чемпионом с Брэдшоу, с которым они вместе организовали команду Acolytes Protection Agency (APA). В 2012 году Симмонс был включён в Зал cлавы WWE.
До прихода в рестлинг, Симмонс играл в американский футбол за студенческую команду, а затем и на профессиональном уровне в Национальной футбольной лиге, Канадской футбольной лиге и Футбольной лиге США. В университете он выступал за команду университета штата Флорида и выбирался во всеамериканскую сборную. В НФЛ он выступал за «Кливленд Браунс», в КФЛ за «Оттава Раф Райдерс» и в USFL за «Тампа Бэй Бандитс».

## В рестлинге
- Завершающие приёмы
  - Доминатор (англ. Dominator)[1] — обратный лицевой пауэрслэм (англ. Inverted front powerslam)[5] — WWF/E
  - Snap scoop powerslam pin[5][6]
  - Thrust spinebuster[1][5][6]
- Коронные приёмы
  - Суплекс живот-к-спине (англ. Belly to back suplex)[5]
  - Вертикальный суплекс с задержкой (англ. Delayed vertical suplex)[7]
  - Двойная пауэрбомба (англ. Double powerbomb)[1]
  - Удар локтем (англ. Elbow smash[7]
  - Forearm club[6]
  - Дроп головой (англ. Headbutt drop)[6]
  - Football tackle to the knees[7]
  - Некбрэйкер (англ. Neckbreaker)[5]
  - Running leaping shoulder block[5]
  - Клоузлайн короткой рукой (англ. Short-arm clothesline)[7]
- С Брэдшоу
  - Завершающие приёмы
    - Пауэрбомба с помощью (англ. Aided powerbomb)[8]

  - Коронные приёмы
    - Двойной спайнбастер (англ. Double spinebuster)[8]
- Прозвища
  - «The All-American»[1]
- Музыкальные темы
  - «Don’t Step to Ron» S. Tatum, J. Papa, M. Williams и M. Seitz[9] (WCW)

## Титулы и достижения
- Championship Wrestling from Florida
  - NWA Florida Heavyweight Championship (1 раз)[10]
- Memphis Championship Wrestling
  - MCW Southern Tag Team Championship (1 раз) — с Брэдшоу[11]
- Ohio Valley Wrestling
  - OVW Southern Tag Team Championship (1 раз) — с Брэдшоу[12]
- Pro Wrestling Illustrated
  - Самый вдохновляющий рестлер года (1992)[13]
  - Премия Стэнли Уэстона (2021)
  - PWI ставит его под № 20 среди 500 лучших рестлеров PWI 500 1992 года[14]
  - PWI ставит его и Бутча Рида под № 91 среди 100 лучших команд 2003 года[15]
  - PWI ставит его под № 108 среди 500 лучших рестлеров «PWI Years» 2003 года[16]
- World Championship Wrestling
  - Командный чемпион Соединённых Штатов WCW (1 раз) — с Биг Джошем[17]
  - Чемпион мира в тяжёлом весе WCW (1 раз)[18]
  - Командный чемпион мира WCW (1 раз) — с Бутчем Ридом[19]
- World Wrestling Federation / WWE
  - Командный чемпион WWF (3 раза) — с Брэдшоу[20][21][22]
  - Зал славы WWE (2012)[23]